# Frederik Böhm
Frederik Böhm (Essen, 27 de noviembre de 1985) es un deportista alemán que compitió en remo  como timonel. Ganó una medalla de oro en el Campeonato Mundial de Remo de 2014, en la prueba de ocho con timonel ligero.

## Palmarés internacional
| Campeonato Mundial | Campeonato Mundial       | Campeonato Mundial | Campeonato Mundial      |
| Año                | Lugar                    | Medalla            | Prueba                  |
| ------------------ | ------------------------ | ------------------ | ----------------------- |
| 2014               | Ámsterdam (Países Bajos) | Medalla de oro     | Ocho con timonel ligero |